# Nuoto ai Giochi della XXVI Olimpiade - 200 metri stile libero maschili
Hanno partecipato alle batterie di qualificazione 30 atleti: i primi 8 si sono qualificati per la finale A, i successivi 8 invece si sono qualificati per la finale B.

## Finale A
20 luglio 1996
| Posizione | Atleta                    | Paese         | Tempo   |
| --------- | ------------------------- | ------------- | ------- |
|           | Danyon Loader             | Nuova Zelanda | 1:47.63 |
|           | Gustavo Borges            | Brasile       | 1:48.08 |
|           | Daniel Kowalski           | Australia     | 1:48.25 |
| 4         | Pieter van den Hoogenband | Paesi Bassi   | 1:48.36 |
| 5         | Anders Holmertz           | Svezia        | 1:48.32 |
| 6         | Massimiliano Rosolino     | Italia        | 1:48.50 |
| 7         | Josh Davis                | Stati Uniti   | 1:48.54 |
| 8         | Paul Palmer               | Regno Unito   | 1:49.39 |

## Finale B
| Posizione | Atleta              | Paese       | Tempo   |
| --------- | ------------------- | ----------- | ------- |
| 9         | Aimo Heilmann       | Germania    | 1:48.81 |
| 10        | Michael Klim        | Australia   | 1:49.50 |
| 11        | Vladimir Pyšnenko   | Russia      | 1:49.55 |
| 12        | John Piersma        | Stati Uniti | 1:49.90 |
| 13        | Piermaria Siciliano | Italia      | 1:50.07 |
| 14        | Jacob Carstensen    | Danimarca   | 1:50.54 |
| 15        | Andrew Clayton      | Regno Unito | 1:50.59 |
| 16        | Nicolae Butacu      | Romania     | 1:51.46 |

## Non qualificati
| Posizione | Atleta             | Paese         | Tempo   |
| --------- | ------------------ | ------------- | ------- |
| 17        | Jani Sievinen      | Finlandia     | 1:48.89 |
| 18        | Antti Kasvio       | Finlandia     | 1:50.55 |
| 19        | Miroslav Vucetic   | Croazia       | 1:51.26 |
| 20        | Attila Czene       | Ungheria      | 1:51.59 |
| 21        | Trent Bray         | Nuova Zelanda | 1:51.59 |
| 22        | Alexei Egorov      | Kazakistan    | 1:51.66 |
| 23        | Shunsuke Ito       | Giappone      | 1:51.97 |
| 24        | Christophe Bordeau | Francia       | 1:52.17 |
| 25        | Miklos Kollar      | Ungheria      | 1:52.19 |
| 26        | Yun-Ho Koh         | Corea del Sud | 1:52.80 |
| 27        | Carlos Santander   | Venezuela     | 1:53.13 |
| 28        | Vyacheslav Kabanov | Uzbekistan    | 1:53.36 |
| 29        | Earl McCarthy      | Irlanda       | 1:53.67 |
| 30        | Dimitris Manganas  | Grecia        | 1:53.84 |
| 31        | Sng Ju Wei         | Singapore     | 1:55.51 |